# 内藤はるみ
内藤 はるみ（ないとう はるみ 、1955年7月26日 - ）は、日本の女性歌手。別名義・朝月 愛（あさづき あい）。
岐阜県岐阜市出身。堀越高等学校卒業。

## 人物
二歳ごろから町内の集まりなどで、美空ひばりのものまねをよくしていた。本人によればこの頃から根っからの歌好きだった。
1967年、小学校六年生の時『日清ちびっこのどじまん』に出場しチャンピオンになる。これをきっかけにコロムビア・レコードにスカウトされる。
デビュー後は同番組内で堀江美都子、かおりくみこ、しまざき由理らとともに「ちびっこ歌手」として活動する。番組内でコーラスを勤めたり、「ちびっこ」シリーズで数枚シングルレコードをリリースする。
中学卒業と同時に母親とともに上京して堀越高等学校に通学する一方、1973年に日本テレビアニメ『ドラえもん』の主題歌などを歌う。
高校卒業をきっかけに大人向けの歌手を目指して「朝月 愛」と改名して、1975年のテレビドラマ『影同心』の主題歌「風の女」を歌う。当時の紹介記事では「風の女」のレコーディングについて、「子供向けと違うので、ムードを出すのに苦労した。また、ひとつひとつの歌詞の中に自分なりの情感を込めて歌った」と述べている。また、今後の目標について、演歌の歌いまわしが自分に合っているので、演歌を中心に歌っていきたいと述べている。
2020年2月10日放送のNHK『鶴瓶の家族に乾杯』において、前年12月に岐阜市内でアポなしロケを行った笑福亭鶴瓶と本木雅弘が訪れたカフェのオーナーとして内藤はるみが出演。番組内で『ドラえもん』の主題歌「ドラえもん」の一部をアカペラで披露した。
2022年に地元の幼馴染の女性とデュオ「chum」を結成し、歌手活動を再開している。

## 歌手活動

### 内藤はるみ名義
- ドラえもん／ドラえもんルンバ（テレビアニメ『ドラえもん』主題歌）
- 光りがこぼれる街で／悲しみに抱かれて（CBC制作昼の連続ドラマ『母の曲』主題歌）　※「光がこぼれる街で」との表記もある。

※「ちびっこのどじまん」シリーズ
- ちびっこ遊星人
- 夕やけじぞうさん

※「ちびっこポップス」シリーズ
- 若い太陽

※「ジュニアポップス」シリーズ
- 純愛一路／花咲く乙女達

### 朝月愛名義
- 風の女（テレビドラマ「影同心」主題歌）／女の坂道（テレビドラマ「影同心」挿入歌）（1975年5月、日本コロムビア、AA-121）
- 京都なみだ町／今夜の汽車ででかけます（日本コロムビア、AA-156）